# Azija (rimska provinca)
Rimska provinca Azija (latinsko: Asia ali Asiana, grško: Ασιανή,  Asiané), v bizantinskem obdobju Frigija, rimska prokonzulska provinca v zahodni Mali Aziji. Ustanovljena je bil leta 133 pr. n. št.  na ozemlju nekdanjega Pergamskega kraljestva, katerega je kralj Atal III. po svoji smrti prepustil Rimljanom. Ukinjena je bila z Dioklecijanovimi reformami na začetku 4. stoletja, ko je bilo njeno ozemlje razdeljeno na sedem manjših provinc.

## Geografija
Provinco Azijo so na začetku sestavljale pokrajine Mizija, Trojada, Eolija, Lidija, Jonija, Karija in ozemeljski koridor skozi Pizidijo v Pamfilijo. Egejski otoki, razen Krete, so spadali v provinco Otoško Azijo. Del Frigije so Rimljani prepustili pontskemu kralju Mitridatu V. in ga leta 116 pr. n. št. ponovno priključili k Aziji. Likaonija je bila k provinci priključena pred letom 100 pr. n. št., ozemlje okoli Kibire pa leta 82 pr. n. št.. Jugovzhodni del province Azije je bil kasneje ponovno priključen k provinci Kilikiji. V obdobju Rimskega cesarstva je provinca Azija na severu mejila na Bitinijo, na jugu na Likijo in na vzhodu na Galatijo.

## Zgodovinsko ozadje
Selevkidski kralj Antioh III. Veliki je moral po zlomu njegove vojske v zgodovinski bitki pri Magneziji leta 190 pr. n. št. Malo Azijo prepustil Rimski republiki. Po sklenitvi Apamejskega miru leta 188 pr. n. št. se je celoto ozemlje predalo Rimu in prešlo pod oblast klientskega kralja s sedežem v Pergamu. 
Pergamski kralj Atal III., ki  je bil zvest rimski zaveznik in brez zakonitega naslednika, je sklenil svoje kraljestvo z oporoko prepustiti Rimu. Po njegovi smrti leta 133 pr. n. št. je  konzul Manij Akvilij na njegovem ozemlju uradno ustanovil provinco Azijo. Prehod Atalidskega kraljestva pod rimsko oblast je imel za okoliške države resne posledice. V tistem času je svoj položaj krepilo Pontsko kraljestvo kralja Mitridata VI., ki bi lahko bilo velika ovira za rimsko oblast v provinci Aziji, pa tudi mnogo širše.

## Zgodnje rimsko obdobje
Rim se je vedno zelo nerad vmešaval v dogajanja na vzhodu. Običajno se je zanašal na svoje zaveznike in posredoval samo v sporih. Na vzhod je zelo redko pošiljal svoje delegacije, še mnogo manj pa je bila tam prisotna njegova oblast. Takšna brezbrižnost se ni bistveno spremenila niti po Atalovem darilu leta 133 pr. n. št. in Rim je dele Atalovega kraljestva prostovoljno odstopil več vladarjem. Veliko Frigijo na primer je dobil pontski kralj Mitridat V..
Medtem ko je bil senat pri vključevanju v azijske zadeve zelo neodločen, drugi niso bili takšni.  
Zakon, ki ga je sprejla Rimska republika med konzulstvom Gaja Grakha leta 123 pr. n. št., je dal pripadnikom konjeniškega reda (equites) pravico do pobiranja davkov v Aziji. Privilegij pobiranja davkov so spretno izkoristili posamezniki iz Republike: če skupnost ni mogla plačati davka,  si je morala denar po pretirani ceni izposoditi pri rimskih posojilodajalcih. To je bolj pogosto kot ne povzročilo zamudo pri odplačevanju posojila in rimski posojilodajalci so dolžnikom zasegli zemljo, ki je ostala njihovo edino premoženje. Rimljani so se s takšnimi nezakonitimi zasegi postopoma razširili po vsej azijski provinci.

## Mitridat in Sula
Mitridat VI. Pontski  je do leta 88 pr. n. št. osvojil skoraj celo Malo Azijo. Izkoristil je sovraštvo domačega prebivalstva do podkupljivih rimskih oblastnikov, sprožil množično vstajo proti Rimu in ukazal pokol vseh Rimljanov in Italcev v provinci. Vstaja je zahtevala od 80.000 do 150.000 žrtev. Tri leta kasneje je rimski general Lucij Kornelij Sula v prvi mitridatski vojni porazil Mitridata in leta 85 pr. n. št. razdelil provinco na enajst sodnih okrožij. Upravna središča okrožij, ki so se kasneje razvila v dioceze, so bila Efez, stara atalidska prestolnica Pergam, Smirna, Edremit, Kizik, Sinada, Apameja, Milet in Halikarnas. Prva tri mesta, Efez, Pergam in  Smirna, so stalno tekmovala za prevlado v azijski provinci in s tem zavirala enotnost in razvoj province.  

## Vojska
V obdobjih brez uporov je bilo v Aziji zelo majhno število vojakov. Njihovo število se je močno povečalo šele med Sulovim pohodom proti Mitridatu VI..  Azijska provinca je bila ena od redkih provinc brez stalne vojske. V njej ni bila nikoli nastanjena nobena popolna legija, kar seveda ne pomeni, da vojske sploh ni bilo. Oddelki legij so bili nameščene v frigijskih mestih Apameja in Amorij, pomožne kohorte v Evmeneji, po hribovitih regijah pa so stalno patruljirale manjše vojaške enote. Prisotnost velikega števila vojakov v podeželskih regijah v 3. stoletju je med prebivalstvom province sprožila velike nemire.

## Gaj Avgust Oktavijan
Avgust je po svojem prihodu na oblast Azijo spremenil v prokonzulsko provinco in vanjo vključil pokrajine Mizijo, Lidijo, Karijo in Frigijo. Prokonzul je večino svojega mandata potoval po provinci in opravljal sodniške posle v vseh središčih sodnih okrožij. Prehod Rimske republike v zgodnje cesarstvo je sprožil pomembne spremembe v vlogi obstoječih provincijskih mest, ki so se iz avtonomnih mestnih držav pretvorila v cesarska upravna središča. Ustanovitev principata je sprožila tudi vzpon novih mest v Miziji, Lidiji in Frigiji.  Provinca je zrasla v dovršen sistem samoupravnih mest, ki so na svojem ozemlju sama skrbela za gospodarstvo, pobiranje davkov in sodstvo. Avgustov prihod na oblast je pomenil tudi začetek urbanizacije province Azije in gradnje javnih zgradb.

## Kult cesarja
V provincijskih skupnostih Rimskega cesarstva je  prevladovalo čaščenje cesarja,  podobno egipčanskemu čaščenju faraona. Kmalu potem, ko je na oblast prišel Avgust, so v njegovo čast po celi provinci Aziji začeli graditi templje. Provincijska središča čaščenja cesarja  so postala model za ustanavljanje podobnih središč v vseh provincah cesarstva.  
V praksi so bili obredi čaščenja nekakšne javne prireditve, v katere so bili v molitve, žrtvovanje in procesije vključeni vsi državljani. Obredi čaščenja cesarja so bili pogosto številčnejši od obredov čaščenja drugih bogov.

## Propad
V 3. stoletju n. št. je začela provinca Azija vidno propadati, delno tudi zaradi epidemij bolezni, ki so se začele z Antoninovo kugo, nediscipline lokalnih vojakov in zmajšanja državljanjske velikodušnosti. K zmanjšanju občutka varnosti so mnogo prispevale invazije Gotov v 250. in 260. letih, ki so bile del krize tretjega stoletja. In ne nazadnje se je od Azije odmaknila tudi politična in strateška pozornost Rimskega cesarstva, tako da je provinca izgubila velik del svoje nekdanjega pomembnosti.
V 4. stoletju je Dioklecijan razdelil Azijo na sedem manjših provinc. V 5. stoletju in do sredine 6. stoletja so mesta in province v zahodni Mali Aziji doživela gospodarski razcvet, veliko mest v notranjosti Male Azije pa je po veliki kugi leta 543 propadlo do te mere, da se v času perzijskih in arabskih invazij v 7. stoletju niso razlikovala od vasi. Vodilna mesta iz zgodnjega cesarstva, med njimi Efez, Sarde in Afrodizija, so po drugi strani obdržala večino svoje nekdanje slave in postala upravna središča novih bizantinskih provinc. Azija, ki je bila do 13. stoletja del Bizantinskega cesarstva, je ostala še več stoletij središče rimske in grške kulture v vzhodu.